# Гіханга (комуна)
Гіханга  — одна з комун провінції Бубанза, на північному заході Бурунді. Центр — однойменне містечко Гіханга.